# Hans Moser (Reiter)
Hans Moser (* 19. Januar 1901 in Oberdiessbach; † 18. November 1974 in Thun) war ein Schweizer Dressurreiter und Olympiasieger.

## Werdegang
Moser wuchs in einer in der Landwirtschaft tätigen Familie auf. Er plante zunächst, Veterinär zu werden, bedingt durch den Ersten Weltkrieg blieb kam es jedoch nicht dazu. Nachdem er zunächst auf dem elterlichen Hof gearbeitet hatte, durchlief er später eine militärische Laufbahn bei der Kavallerie. Nach Absolvierung der Kavalleriereitschule wurde er an der Eidgenössischen Pferde-Regieanstalt zum Bereiter ausgebildet. Im Jahr 1933 wurde er zur Spanischen Hofreitschule abberufen, wo er als Bereiter tätig war.
Moser nahm 1936 im Alter von 35 Jahren zum ersten Mal an den Olympischen Spielen in Berlin teil, wo er in der Dressur mit Revue Platz 22 unter 29 Teilnehmern belegte. Hier startete er zudem auch in der Vielseitigkeit, wo er mit Sergius ebenfalls auf den 22. Rang kam.
Durch die Unterbrechung aufgrund des Zweiten Weltkriegs bot sich ihm erst 1948 wieder die Gelegenheit, bei den Olympischen Spielen in London an den Start zu gehen. Hier trat er mit Hummer an, obwohl sein Vorgesetzter ein anderes Pferd für ihn vorgesehen hatte.

«Das Vertrauen zwischen mir und Hummer, dieses restlose Sichkennen war es, das mich mit einer ganz stillen, aber festen Hoffnung nach London fahren liess, dort bestimmt nicht schlechte Figur zu machen.»

Mit 492,5 Punkten – und damit 12,5 Punkten Vorsprung auf den Silbermedaillengewinner André Jousseaume – gelang Moser dort der Olympiasieg im Dressureinzel. Er war damit Teil des erfolgreichsten Schweizer Teams bei Olympischen Spielen nach dem Zweiten Weltkrieg, das insgesamt fünf Goldmedaillen gewann.
Im Jahr 1950 endete Mosers Tätigkeit an der Pferde-Regieanstalt in Thun, da diese aufgelöst wurde. In diesem Jahr nahm auch das Leben von Mosers Olympiapferd Hummer sein Ende: Bei der Auflösung der Pferde-Regieanstalt wurde er geschlachtet.